# Amt Pegau
Das Amt Pegau war eine im Leipziger Kreis gelegene territoriale Verwaltungseinheit des Kurfürstentums Sachsen. Zwischen 1657 und 1718 gehörte das Amt zum albertinischen Sekundogenitur-Fürstentum Sachsen-Zeitz.
Bis zum Ende der sächsischen Ämterverfassung im Jahr 1856 bildete es den räumlichen Bezugspunkt für die Einforderung landesherrlicher Abgaben und Frondienste, für Polizei, Rechtsprechung und Heeresfolge. Das Amt lag zu großen Teilen auf dem Gebiet der heutigen Bundesländer Sachsen und Sachsen-Anhalt. Verwaltungssitz war die Stadt Pegau.

## Geographische Lage
Das Amt lag im Westen des Leipziger Kreises südwestlich der Stadt Leipzig. Es wurde von der Weißen Elster und am Ostrand von der Pleiße durchflossen. Das Amt lag zu großen Teilen auf dem Gebiet des heutigen Freistaats Sachsen (Westen des Landkreises Leipzig) und zu kleinen Teilen im Land Sachsen-Anhalt (vier Exklaven und kleiner Streifen im Westen). Verwaltungssitz war die Stadt Pegau. Einige Orte des Amts sind aufgrund des Braunkohlebergbaus im 20. Jahrhundert (u. a. Tagebaue Espenhain, Peres und Profen) heute nicht mehr vorhanden.

## Angrenzende Verwaltungseinheiten
Die Angabe angrenzender Herrschaften erfolgt unter Vernachlässigung der Exklaven der Ämter. 
|                           | Sachsen-Merseburg (Amt Lützen)              | Kreisamt Leipzig |
| Amt Weißenfels            | Kompassrose, die auf Nachbargemeinden zeigt | Amt Borna        |
| Sachsen-Zeitz (Amt Zeitz) | Herzogtum Sachsen-Altenburg                 | Amt Borna        |

## Geschichte
Das Gebiet der Pflege Groitzsch gelangte im Jahr 1210 in Besitz des Markgrafen von Meißen. Das Amt Pegau entstand 1460 aus der mit dem markgräflich-meißnischen Pegauer Geleitsamt zusammengelegten Pflege Groitzsch. Seit der Leipziger Teilung 1485 gehörte das Amt zur albertinischen Linie der Wettiner. 
Nach den Verheerungen des Dreißigjährigen Krieges, in denen die Kaiserlichen unter Heinrich von Holk und die Schweden unter Lennart Torstensson Stadt und Amt Pegau gleich dreimal – und zwar in den Jahren 1633, 1637 und 1644 – verwüsteten, schloss der sächsische Kurfürst Johann Georg II. mit seinem jüngeren Bruder, dem Herzog Moritz von Sachsen-Zeitz am 18. April 1662 in Dresden ein Wiederkaufkontrakt über Stadt und Amt Pegau. Grund war der dringende Geldbedarf des Kurfürsten, nachdem dieser auf Grund des Todes von Kaiser Ferdinand III. das Reichsvikariat angetreten hatte. Der Kurfürst verpfändete an Moritz, dessen Erben und Nachkommen Stadt und Amt Pegau nebst Zubehör mit Vorbehalt der hohen Reservata, die der Kurfürst auch in den anderen Landesportionen seiner Brüder gemäß dem Vergleich vom 11. April 1657 hatte. Moritz sollte dafür 77.265 Gulden innerhalb von zehn Jahren zahlen. Noch vor Ablauf dieser Frist schlossen am 2. August 1666 in Meißen der Kurfürst Johann Georg II. und Herzog Moritz einen Rezess, in dem beide den Wiederkauf von 1662 aufhoben. Da das Amtsgebiet von Pegau nahe dem Stift Naumburg lag, übergab der Kurfürst Pegau erblich an seinen Bruder und dessen Nachkommen. Es fiel somit auch an die Sekundogenitur Sachsen-Zeitz. Die Herzöge verhalfen Stadt und Region zu neuer wirtschaftlicher Blüte und nutzten sie vor allem als Sommerresidenz – so ließen sie auch das Schloss Pegau ausbauen. Herzog Moritz Wilhelm, Sohn des vorherigen, gab Amt und Stadt nebst anderer Ortschaften dann 1669 als Apanage an seinen Bruder Friedrich Heinrich, der in diesem Gebiet zwar landesherrliche Rechte ausüben und über die Einnahmen verfügen konnte, aber nie souverän von der Zeitzer Hauptlinie oder dem Kurfürstentum werden konnte. Nachdem dessen Sohn 1718 in den geistlichen Stand übertrat und auch die Zeitzer Hauptlinie ausgestorben war, fiel Pegau noch im gleichen Jahr an Kursachsen zurück.
Durch die Verträge des Wiener Kongresses wurde das Amt 1815 geteilt. Der größere Teil mit der Amtsstadt Pegau blieb beim Königreich Sachsen, der restliche Teil gelangte an die neugebildete preußische Provinz Sachsen. Dem Amt Pegau wurde 1819 ein Teil des beim Königreich Sachsen verbliebenen Ostteils des Amts Lützen, d. h. das ehemalige Amt Zwenkau, angegliedert.
Bis 1827 wurde das Justizamt Pegau vom Justizamt Borna mitverwaltet. Nach der Auflösung der Patrimonialgerichtsbarkeit im Jahr 1865 gingen die Aufgaben auf die Gerichtsämter Pegau und Zwenkau über.

## Bestandteile
Im Jahr 1827 hatte das Amt 13.400 Einwohner.
Städte
- Pegau

Dörfer
1827 gehörten 60 Dörfer zum Amt, darunter u. a.
- Groitzsch mit der Wiprechtsburg Groitzsch
- Böhlen
- Großdalzig
- Imnitz
- Kleindalzig
- Kotzschbar
- Mausitz
- Stöhna
- Tellschütz
- Zeschwitz (anteilig)

Dörfer, die 1815 an Preußen kamen
- Werben

Dörfer (Exklaven)
- Dobergast
- Gröben
- Pörsten
- Rippach
- Schwerzau

Rittergüter und Vorwerke
1827 gehörten 27 Rittergüter und drei Vorwerke zum Amt.
Orte des Amts Lützen, die nach 1815 an das Amt Pegau kamen
- Stadt Zwenkau